# 普卡伊爾卡山 (艾哈-雷奈伊)
9°44′14″S 77°32′10″W / 9.73722°S 77.53611°W
普卡伊爾卡山（Puka Hirka），是秘魯的山峰，位於該國北部安卡什大區，由艾哈省、瓦拉斯省和雷奈伊省負責管轄，屬於內格拉山脈的一部分，海拔高度4,600米。